# Kebonsari (Borobudur)
Kebonsari is een bestuurslaag in het regentschap Magelang van de provincie Midden-Java, Indonesië. Kebonsari telt 1828 inwoners (volkstelling 2010).